# Ole Teigen
Ole Teigen, född sannolikt i början av 1880-talet, död okänt år, var en norsk målare.
Ole Teigen var under 1910-talet bosatt i Stockholm där han etablerade en ateljé som blev en samlingspunkt för dåtidens fattiga konstnärsbohemer. Till kretsen hörde Alexander Roos, Josef Öberg, Martin Åberg och Waldemar Bernhard. Dan Andersson har i en roman skildrat livet i konstnärskretsen där Teigen går under namnet Terje och Åberg som Martinius. Andersson skriver vidare Hade man ingenstans att ta vägen, var man alltid välkommen till Teigen. Där fördrevs natten med konst- och livsfilosofi och brännvin, som dracks ur sotiga lampglas. Teigen som egentligen var yrkesmålare lämnade Stockholm på 1920-talet och var därefter verksam som lärare vid tekniska skolan i Trondheim.   